# Істратов Костянтин Анатолійович
 Костянтин Анатолійович Істратов (нар. 25 квітня 1988, селище Брилівка Херсонська область — пом. 29 липня 2022, селище Оленівка, Донецької області) — український військовослужбовець, старший солдат Окремого загону спеціального призначення НГУ «Азов» Національної гвардії України, учасник російсько-української війни, який відзначився під час відбиття російського вторгнення в Україну і загинув у полоні внаслідок терористичного акту, вчиненого в ніч проти 29 липня 2022 року російськими окупаційними військами на території колишньої Волноваської виправної колонії № 120. Кавалер ордена «За мужність» ІІ та ІІІ ступеня (відповідно, 2022 р., посмертно і 2022 р.).

## Життепис
Костянтин Істратов народився 24 квітня 1988 року у селищі Брилівці на Херсонщині. Коли йому виповнилося 13 років, трагічно загинув батько, часу та грошей на навчання не було, треба було допомагати сім’ї, тож Костянтин, здобувши середню освіту, одразу пішов працювати на будівництво. У вільний час любив читати, багато часу приділяв спорту
2015 року Костянтин був прийнятий на військову службу за контрактом до Окремого загону спеціального призначення НГУ «Азов», брав участь у АТО/ООС. 
З 24 лютого 2022-го, обіймаючи посаду кулеметника кулеметного відділення взводу вогневої підтримки 1-го батальйону оперативного призначення, разом із побратимами боронив місто Маріуполь та металургійний комбінат «Азовсталь», був відзначений орденом «За мужність» ІІІ ступеня, дістав поранення та контузію. 
20 травня 2022 року за наказом вищого військового керівництва заради збереження життя людей Костянтин вийшов з побратимами з «Азовсталі» та потрапив у так званий «полон за домовленістю». Утримувався на території колишньої Волноваської виправної колонії № 120 в окупованому селищі Молодіжному, що неподалік колишнього адміністративного центру селищної ради смт Оленівки колишнього Волноваського (нині – Кальміуського) району Донецької області, де окупанти утворили фільтраційну в’язницю. 
У ніч на 29 липня 2022 року прийняв мученицьку смерть у полоні внаслідок масового вбивства військовополонених, влаштованого окупантами у колонії в Оленівці.
Після репатріації тіл загиблих у вересні 2022 року і понад півроку очікування на результати ДНК-експертизи 23 червня 2023 року старший солдат Істратов був похований із військовими почестями на Алеї Слави столичного Лісового кладовища.

## Родина
У Костянтина залишилася старенька мати та сестра.

## Нагороди
- орден «За мужність» ІІІ ступеня (5 травня 2022 р.)  – за особисту мужність і самовіддані дії, виявлені у захисті державного суверенітету та територіальної цілісності України, вірність військовій присязі[4].
- орден «За мужність» ІІ ступеня (28 липня 2022 р., посмертно)  – за особисту мужність і самовіддані дії, виявлені у захисті державного суверенітету та територіальної цілісності України, вірність військовій присязі[5].